# ГАЗ-2308 Атаман
ГАЗ-2308 «Атаман» — российский легковой автомобиль повышенной проходимости, выпускавшийся Горьковским автомобильным заводом. С 1995 по 2001 год.

## История создания
Новое семейство лёгких грузовиков и внедорожников ГАЗ было разработано в 1995 году. Данная модель должна была дополнить производственную программу завода «снизу» — в нишах грузоподъёмностью 800—1000 кг и полноразмерных внедорожников. Тогда же родилась концепция универсальной платформы, предусматривавшей создание широко унифицированных автомобилей. Помимо базового ГАЗ-2308 и его модификаций, на этой платформе были созданы внедорожники ГАЗ-3106 и ГАЗ-3120 «Комбат».
Конструкция автомобилей предусматривала сварную лонжеронную раму, как монопривод, так постоянный полный привод на все колёса с межосевым блокируемым дифференциалом, а также раздаточную коробку с понижающей передачей. Планировался также большой выбор силовых агрегатов: четырёх- и пятицилиндровых дизельных двигателей по лицензии «Штайр»; бензиновые четырёхцилиндровые с четырьмя клапанами на цилиндр и распределённым впрыском топлива двигатели ЗМЗ объёмом 2,3—2,7 л; перспективные моторы ЗМЗ V6 и V8 объемом 3,0—3,5 и 5,5 л.
Старт серийного производства базовой модели ГАЗ-2308 с полным приводом и кузовом пикап был намечен на ноябрь 2000 года.
В 2000 году ОАО «ГАЗ» был приобретён компанией «Базовый элемент» Олега Дерипаски. На предприятии началась крупная реорганизация. Ряд перспективных направлений, в том числе и по тематике данной модели, был свёрнут.

## Модификации
Помимо моно- и полноприводных вариантов шасси, в семействе «Атаман» были созданы варианты с кузовом универсал, получившие имя собственное — «Атаман Ермак» (обозначение 230810), пикапы с пятиместной кабиной (модель 230812) и инкассаторские броневики (разработка фирмы «ДИСА»).
Размеры данной модели были весьма внушительны. Длина пикапа и универсала «Ермак» превышали 5 метров (5060 мм), при этом колёсная база составляла 3100 мм — на 300 мм больше, чем у «Волги».
- Один из пикапов «Атаман», находясь в опытной эксплуатации, некоторое время работал в нижегородском аэропорту в качестве автомобиля сопровождения.
- Масштабная модель ГАЗ-2308 «Атаман» выпускается мастерской «Киммерия» в масштабе 1:43.